# Phare de Cascumpec
Lephare de Cascumpec (en anglais : Cascumpeque Light) est un phare désactivé qui est situé sur Sandy Island devant le port de Northport dans le Comté de Prince (Province de l'Île-du-Prince-Édouard), au Canada.

## Histoire
Une pétition avait été présentée à l'Assemblée générale de l'Île-du-Prince-Édouard afin de construire un phare au port de Cascumpec en 1848 puis un autre en 1853. Le phare a été construit à Sandy Island, à l'entrée du port, et il est devenu actif l'année suivante. En 1876 un nnouveau phare a été construit parce que le précédent était déjà très usagé. La tour blanche mesurait 12,5 m de hauteur et un autre phare avant avait été construit non loin du rivage pour indiquer le chenal. En octobre 1879, un coup de vent a lourdement endommagé la tour sur sa fondation. La zone du phare a subi divers travaux pour lutter contre l'érosion du rivage et en 1899 le phare a été déplacé vers le sud dans un endroit plus protégé. En 1901, deux tours à claire-voie, avec une lanterne fermée, ont remplacé le phare initial. Une nouvelle lumière a été construite en octobre 1968, c'était une tour à claire-voie avec balcon, lanterne et un escalier central couvert par une structure en bois peinte avec des rayures blanches et rouges. En 1999, le phare s'est dégradé et, en 2004, les tempêtes hivernales ont endommagé l'endroit, de sorte que la Garde côtière canadienne a décidé de désactiver la lumière et de démanteler la tour.
Identifiant : ARLHS : CAN-808 et 122 - ex-Amirauté : H-1086 - ex-NGA : 7872 - ex-CCG : 1076 .

### Lien connexe
- Liste des phares de l'Île-du-Prince-Édouard